# 鍋谷直輝
鍋谷 直輝（なべたに なおき、1981年3月29日 - ）は、放送作家、番組制作会社ジェットプロダクション代表取締役。

## 来歴
大阪府堺市出身。物心着いた時から、テレビ・ラジオっ子であった事もあり、小学校高学年時から放送番組制作業界への目標を抱いたが、中学時代にテレビ局への就職の近道が有名大学進学と言う事を認知して高校生活を過ごし、大学受験に臨んだが大学受験では志望校の合格が出来なかった事もあり、2000年4月、甲南大学法学部に入学。
一度は業界への就職を諦めたが、大学1年時の同級生に鍋谷の目標を話した際に、父親がテレビ番組のプロデューサーだった事もあってアルバイトの口を紹介して貰った事で、大学2年時から制作ブレーンとして『探偵!ナイトスクープ』の制作に参画。番組制作と学業を兼ねた生活を送っていた。
その後、アナウンサー志望としてアナウンススクールに通い、各民放テレビ局への就職試験の準備をしていたが、鍋谷の学生時代から2021年時点に至る迄、就職選考日程が早かった事も有り、前述の生活を送っていた為、気付いた時には殆どの放送局における就職選考日程が終了して受験機会を逸しており、一般職としても就職選考の受験を行わなかった。その為、そのまま2004年3月に同大学法学部を卒業し、フリーのアシスタントディレクターとして番組制作の仕事を従事し、特番時代から『たかじんのそこまで言って委員会』に参画。2007年12月に番組制作会社であるジェットプロダクションを設立。
『委員会』にて、当時：読売テレビ報道局報道部解説委員であった辛坊治郎と出会っていたが、この時点では1スタッフと1演者の間柄で、特段個人的に会話をする機会が沢山あった訳では無かった。鍋谷が辛坊の1ファンであったこともあり、辛坊が読売テレビ退社後に始めたメールマガジンの会員で、会員向けに自身が所有するクルーザーのボランティアクルーとして応募。
船艇での活動を通して、辛坊と話す時間が必然的に長くなり、その中でボランティアクルーの取り纏め役になった事で鍋谷も本気度を出す為に1級小型船舶免許を取得し、練習航海やドックからの廻航を通して関係性が深くなり、番組制作の場でも気に掛けて貰える間柄となった。その段階で、『朝生ワイド す・またん!』の番組内で辛坊のYouTuber宣言の言質をとる為に、辛坊の楽屋に趣いた後に辛坊の方から鍋谷へ質問する様になった事で、鍋谷がYouTubeチャンネルの管理と動画のアップロード（後に編集も含む）作業を担当する様になった。
また、ヨットの活動の場で業界での立ち回り方の話をする事が増えた事を契機に、鍋谷がアナウンサー志望であった事や辛坊にラジオ番組を持つ願望を推した事で、2019年の上半期からラジオ番組への共演条件にして貰ったり、辛坊の番組制作メンバーとして周辺スタッフも推して貰える様になった事で、実質的に座組みの構成作家として番組制作及び出演する事となった。

## 出演番組

### 過去

#### テレビ
- 真相討論 脱コロナへの道（山陰ケーブルビジョン[5]）※アンカー（MC） - 2023年2月4日

#### ラジオ
- 週刊ニュース解説 辛坊治郎のズバリ&どうよ!（ABCラジオ）※構成兼アシスタント - 2019年7月6日 - 2021年3月27日
- 辛坊治郎 Sunday Kiss ぷらす（Kiss-FM KOBE）※情報アンカー兼構成作家 - 2020年10月18日、2021年1月24日、4月4日 - 10月31日

以下、辛坊の太平洋横断再挑戦のサンディエゴ往路、大阪淡輪ゴールリポーター
- 飯田浩司のOK! Cozy up!（ニッポン放送） - 2021年8月24日
- 垣花正 あなたとハッピー!（ニッポン放送） - 2021年6月17日、8月24日
- 清水ミチコのラジオビバリー昼ズ（ニッポン放送） - 2021年6月17日

## 制作番組

### 現在

#### テレビ
- 探偵!ナイトスクープ（朝日放送テレビ）※構成
- 石川和男の危機のカナリア（BSテレビ東京）※構成
- かんさい情報ネットten.（読売テレビ）
- 朝生ワイド す・またん!/ZIP!（読売テレビ）

#### ラジオ
- 辛坊治郎ズーム そこまで言うか!（ニッポン放送）※構成兼サブディレクター - 『激論Rock&Go!』以後

### 過去

#### テレビ
- たかじんのそこまで言って委員会→そこまで言って委員会NP（読売テレビ）※AD→AP - 2003年7月 - 、2013年3月10日 - 2018年5月20日
- フットボール刑事の芸人家宅捜査（ABCテレビ）※ブレーン - 2006年10月6日 - 2012年8月13日
- 天真爛漫☆セキララ子〜恋敗女子のための幸せ応援バラエティ〜（ABCテレビ）※ブレーン - 2013年1月12日 - 3月30日
- 東西芸人いきなり!2人旅（ABCテレビ）※ブレーン - 2013年9月29日
- 深層NEWS（BS日テレ）※演出 - 2019年10月 - 2020年3月
- パネルクイズ アタック25 （ABCテレビ）※問題作成

#### 映画
- ガキンチョ★ROCK（制作） - 2003年
- 秋深き（製作進行、プロダクション・マネージャー） - 2008年